# Ятаган (музичний інструмент)
Ятаган (ятага; башк. ятаға, йатаған ятаға, йатаған) — башкирський національний струнний щипковий музичний інструмент.

## Історія
Описується фольклористом, дослідником народної музики А. Л. Масловим у книзі «Ілюстрований опис музичних інструментів, що зберігаються в Дашковському етнографічному музеї в Москві» (1909): «Ятага — музичний інструмент, який використовується Оренбурзькими киргизами, складається з довгого квадратного в перетині корпусу, злегка вигнутого на одну сторону під тупим кутом. Дві бічні деки цільні, дві інші складені, кожна з двох частин відносяться один до одного як 9:25. На нижній деці пророблені 25 голосників, розташованих п'ятьма зірками. На верхній, трохи опуклій деці, в перегині прикріплена планка, в яку вставлено сім дерев'яних кілків для прив'язування струн, які прикріплюються з іншого кінця за маленькі мідні кільця. Струни мідні, кожна підпирається біля кілець спеціальною підставкою. З кінців нижньої деки виступають невеликі гребінці, які є не тільки прикрасами, але й ніжками інструменту. Загальний вигляд ятаги дуже нагадує японське кото, яке є набагато більшим. Дека ятаги пофарбована жовтою фарбою, інші частини, за винятком дрібних, наприклад, кілків, пофарбованих у чорний колір, пофарбовані червоною фарбою. Розміри є такими: найбільша довжина — 102 см, найбільша ширина — 14 см, висота приблизно така ж, але товщина резонатора майже вдвічі менша».
Імовірно, був акомпануючим інструментом при виконанні епічних оповідей, кубаїрів, різних такмаків. В давнину, такий інструмент зазвичай могли мати лише заможні башкири. В XX столітті традиції гри на ятаганах були загублені.
Аналогічні інструменти існували в Давньому Китаї, Японії, Кореї та в багатьох тюркських народів. Так, наприклад, у татар — ятаган (єлтага), у казахів — жетиген, у калмиків — ятха (ятка), у монголів — ятага, у хакасів — чатхан.

## Опис
За формою нагадує лежачу, витягнуту арфу. Найдавніший тип ятагана являв собою ящик, вирізаний з деревини (найчастіше сосни). Поверх нього натягалися довгі струни, а також пересувні кілки (підставки) з колінної кісточки барана, що розділяють кожну струну надвоє. Таким чином, кожна струна має дві ноти, а за допомогою пересування підставок налаштовується інструмент. Традиційно, грають сидячи, поклавши один край ятагана на коліна, другий — на підлогу, підібгавши ноги під себе. Також інструмент можна ставити на підставки-ніжки для професійного виконання.

## Сучасне використання
У Республіці Башкортостан цей інструмент уперше відновив професор кафедри традиційного музичного виконавства Айрат Кубагушев, який керував проєктом, спільно з майстром-виробником Гульнур Галімовою. Вони ґрунтовно взялися за відтворення інструменту в 2007 році. Нині ятаган являє собою дерев'яний корпус витягнутої коробково-пласкої форми з опуклою декою. На нижній деці містяться резонаторні отвори і, нерідко, ніжки. Довжина ятагана становить приблизно 120 см. Інструмент має 7 і більше металевих або жильних струн. На ятаганах грають обома руками. Переважно, акомпанемент у правій руці. Лівою виконуються такі прийоми, як вібрато, підтяжки, глісандо.
За однойменною назвою інструменту, в 2014 році з'явилась перший і поки єдиний фольклорний етно-гурт в Башкортостані, який почав широко застосовувати ятаган у своїх аранжуваннях. На цей час, етно-гурт «Йатаган» використовує 2 інструменти з розширеним діапазоном, з різними налаштуваннями: 9-ти і 13-струнні.